# 仮面の忍者 赤影
『仮面の忍者 赤影』（かめんのにんじゃ あかかげ）は、横山光輝作の忍者漫画、およびそれを映像化した特撮テレビ番組・テレビアニメ作品・劇場映画。

## 実写版（1967年）
全52話が1967年4月5日 - 1968年3月27日まで関西テレビおよびフジテレビ系列で毎週水曜日19時 - 19時30分に放送された。
原作は正統派の忍者漫画だが、テレビ特撮版は怪獣、UFOなど何でもありの世界観で人気を博した。
放映終了からおよそ1年後に、第1部「金目教編」をベースに新撮影されたカットを追加した『飛びだす冒険映画 赤影』が劇場公開されている。

### あらすじ
第一部は赤影・白影・青影の三人の忍者が、金目教配下の奇っ怪な忍者集団との戦いを繰り広げてゆく。
第二部は赤影・白影・青影がまんじ党と、ギヤマンの鐘の争奪抗争を繰り広げる。
第三部は赤影・白影・青影が、岐阜城から京に向かう織田信長の護衛任務にあたり、夕里彈正に雇われ信長を襲撃してくる根来忍軍と戦う。
第四部は飛騨の里の影一族赤影・白影・青影他と魔風雷率いる魔風忍軍とが、飛騨の里の影一族所有の黄金の仮面を争奪抗争する。

### 登場キャラクター

#### 影一族
赤影 - 坂口祐三郎
飛騨の里が誇る忍びの名門「影一族」の一番手。常人ならざる様々な忍術を駆使して、幻妖斎を始めとする忍法者と渡り合う。父は影一族の長、影烈風斎である。赤い仮面で素顔を隠しており、仮面の額にある秘石からは、指や刀を当てることで破壊光線を放つ他、透視術も使える。白影と青影共に飛行術を会得しており、空を飛べる。赤いマフラーをしている。主題歌で「どんな顔だか知らないが」と歌われているが、一般民に変装しているときは素顔をさらしている。
第14話以降、登場の際に「赤影参上!」のセリフと共にシルエットが角度を変えながら徐々にアップになるバンク映像が使われるようになる。

青影 - 金子吉延
少年忍者。親指を鼻に当てて「だいじょ〜ぶ!」や、「がってんがってん、しょ〜ち!」など、独特の動作を伴う相槌を打つ。主な武器は刀と鎖分銅。薄い青紫色地に赤紫の水玉模様のマフラーをしている。

白影 - 牧冬吉
初老の忍者で、忍術のベテラン。槍術を得意とし、「影」と書かれた巨大な凧に乗る。白いマフラーをしている。
- 演じる牧のスケジュールの都合で、登場は第2話からとなった。

白山（）
赤影が乗る白い忍馬。ほかの二人は黒馬に乗る。人語を解するだけでなく話すこともできる。

陽炎（） - 時美沙
第4部魔風編に登場。青影の姉で、烈風斎をおじさまと呼ぶ。盲目であるが、二里四方の音を感知できる。烈風斎から黄金の仮面を託され、紅影や黒影と共に影一族の館を抜け、赤影と合流する。黄金の仮面の秘密を知っている。

薄影（） - 佐藤京一
黒影（） - 出水憲次
紅影（） - 千代田進一

影 烈風斎（） - 徳大寺伸
第4部魔風編に登場。赤影の父で影一族の頭領。陽炎に黄金の仮面を守るように伝え、紅影や黒影と共に逃がした後、魔風雷丸と戦い優勢するも、雷丸の騙し討ちに遭い、戦死する。

#### 赤影たちの関係者
木下藤吉郎 - 大辻伺郎
竹中半兵衛 - 里見浩太郎
織田信長 - 倉丘伸太郎（卍党編）、嶋田景一郎（根来編）

ベロベロ・ペドロ - 大泉滉
第2部卍党編に登場。優秀なポルトガルの科学者で当初は死んだものと思われていたが、赤影たちがサタン、デウス、マリアの鐘を集めた時、竜牙島に生きていることが判明する。自分の存在を世間に隠すために、わざと自分の墓を作り、墓穴から海底の真下まで隠し道を掘り、そこに人工太陽によるユートピアを築き、人知れず静かに暮らしていた。弟に宣教師のジュリアンがいる。

ましらの甚内（） - 波多野博
第3部根来編に登場。伊賀忍者で白影の戦友。第11話では白影と会い、京都の隠し道を突き止めたが、全ては十六夜月心が彼に化けて仕組んだことだった。第13話では根来に与するふりをして、暗闇寺への道に道標を残すが、暗闇鬼堂に殺された。

#### 金目教
甲賀流忍者である祈祷師・甲賀幻妖斎が率いる謎の宗教。霞谷（）七人衆と呼ばれる甲賀忍者の一団を使って、金目像を中心とした本陣を建設し、京に攻め上らんと企む。霞谷七人衆は、歌舞伎をベースにしたキャラクター作りが行われている。
甲賀 幻妖斎（） - 天津敏
当初は霞谷を本拠地として、霞谷七人衆に様々な指示を与えていた。配下を4人失った時、霞谷を離れ、京都で布教活動を行い、京都を占拠しようと企んだ。金目教の力を誇示するために、室町幕府の将軍・足利義昭を忍術で病気にし、快癒を祈る際、住人に金目教に帰依するよう説くが、赤影一行と闇姫の妨害により頓挫する。最後の賭けで金目像を動かして比叡山に迫るが、赤影に金目像を破壊された。

霞谷七人衆（）
鬼念坊（） - 芦田鉄雄
「鉄より硬い」と豪語し、刀や手裏剣、銃も通じず、刀身も圧し折るほどの鍛えぬいた身体を持つ怪力忍者。ただ一つ鍛えようのない目が弱点で、赤影に左目を攻撃された後は、特製のヘルメットとゴーグルをつけて現れる。杖で丸鋸を操る他、杖を火炎放射器のように使うこともできる。金目像が赤影たちを抹殺しようとする際、彼らのいるお堂を破壊した時に巻き込まれ瓦礫に埋もれて死亡する。
蟇法師（） - 近江雄二郎
敝衣蓬髪の法師スタイル。洞窟で蛙を育てており、成長したものを「千年蝦蟇」として操る。七人衆で唯一生き残り、仲間の墓前で仇討ちを誓う（10話）が、その後戦闘に参加することは無かった。
傀儡 甚内（） - 波多野博
傀儡師の姿をした怪忍者。黒いストッキングのような薄布を被っていて、「忍法顔盗み」で他人に化けることができる。小さな傀儡人形を等身化して操る「忍法傀儡変化」という術を持つ。甲賀のからくり屋敷では相打ち覚悟で赤影を迎え撃つも敗れる。その素顔は、口以外は眼も鼻もない白いのっぺらぼうだった。
- 演じる波多野博は第四部「魔風編」でも顔のない忍者・闇の黒蔵を演じている。

悪童子（） - 大城泰
水玉模様の西洋風道化服を着け、奇声を発する小柄な忍者。黒い忍び凧に乗り、空中から火遁攻撃を行う。白影と凧合戦を繰り広げた末敗れた。
闇姫（） - 岡田千代
甲賀のくの一。長い髪を歌舞伎の連獅子風に振り回し、暴風を呼ぶ「忍法髪あらし」の術で赤影を翻弄する。ただし髪を切られるとこの術は使えない。幻妖斎が自分を捨て駒に使ったため幻妖斎を裏切り、幻妖斎に追い詰められた末に屋敷の屋根から転落死した。いまわの際に金目像の秘密を教えた。
朧 一貫（） - 阿波地大輔
身体を紙や紙吹雪に変えたり、平面化することができる巨漢忍者。光でバリアを作れる他、特大の刀も使う。登場時には歌舞伎の拍子木・柝（き）の効果音とともに現れる。劇場版『飛びだす冒険映画 赤影』では高空に飛び上がり、急降下して巨大な高下駄に仕込んだ刃物で岩をも真っ二つにする「忍法禿鷹」で白影を襲った。幻妖斎が京都に布教目的で入った際、赤影に化け、京の都で狼藉の限りを尽くす。わざと役人に捕まって投獄された赤影の命を狙うが、この赤影は替え玉で、逆にアジトへ行くところをつけられた。紙に化けて逃げようとしたところを赤影たちに取り押さえられ、幻妖斎の居場所を問い詰められるが、口封じに槍で刺し殺された。
夢堂 一ツ目（） - 汐路章
自らの隻眼（左目）を空中に放り、巨眼「一ツ目」として操る。この目で人をさらう他、移動することもできる。さらに鎌を武器として使い、左目同様自由自在に操ることもできる。第8話では南蛮大筒職人の娘をさらい、金目教のために大筒を作らせようとするが、赤影との戦いに敗れる。

甲賀下忍衆
黒い覆面に黒装束の忍者集団。

金目像
内部に操縦室を具えた巨大な自動人形。目から光を放って金目教を信じぬ者たちに「仏罰」を加える。この光線は洗脳能力も持っている。
当初は普通の目だったが、8話以降は瞳のないライトのような目になる。8話では南蛮大筒で左腕を破壊されたが、9話で修理された。11話では赤影の入っている小屋を破壊するが、赤影は無事で、誤って一緒にいる鬼念坊を殺してしまう。13話では、京の民衆と比叡山の僧兵を洗脳して、比叡山を制圧しようとするが、赤影に阻まれて破壊された。

巨大独楽
幻妖斎が搭乗する、大きな独楽型兵器。視界が悪く、潜望鏡で周囲を見なければならない。

大蜘蛛
甲賀のからくり屋敷で赤影と青影を襲った巨大な毒蜘蛛。最期は、赤影の仮面の秘石に感電し殺虫された。

黒蝙蝠（） - 舟橋元
甲賀の抜け忍。七人衆に匹敵する実力を持つため妻子を人質に取られ、幻妖斎に手を貸す。口笛で無数の吸血蝙蝠、また火を吐く巨大蝙蝠を操り、赤影に勝負を挑む。青影が彼の妻子を助けたため、戦いを中断する。

#### まんじ党
「南蛮からやって来た妖術者」と称する一団。南蛮人ペドロが発明した巨大エネルギーの秘密が隠された「デウスの鐘」「サタンの鐘」「マリアの鐘」の三つの鐘を手中に収めんと暗躍する。その正体は第一部で死んだと思われた幻妖斎が、甲賀忍者の一派うつぼ忍群を中心に結成した忍者集団。「大まんじ」という、飛行・潜行自在な機械仕掛けの巨大な球状の要塞兵器を操る。
甲賀 幻妖斎
金目教が壊滅した後、「大まんじ」と甲賀のうつぼ忍群を指揮してまんじ党の統領となりペドロの発明を狙う。白色のユニフォーム、白いマントを羽織っている。まんじ党七人衆を使い、デウスの鐘、マリアの鐘、サタンの鐘を巡って争奪戦を繰り広げる。13話では、漁民に化けてペドロの墓の秘密を、わざと赤影たちに教え、墓の蓋を開けたところで白影を人質に取って赤影に竜牙島への道案内をさせる。

まんじ党七人衆
甲賀忍者のうち、「うつぼ忍群」に属する七人の精鋭から成り、各人の個性に合わせた七色のパーソナルカラーでコーディネートされたフェイスペイント＋ユニフォームに黒マント（裏地は個々のパーソナルカラー）という非常に視覚的に派手な出で立ちで、額には「卍」のマークを貼り付けている。当初は、白いガスマスク風の覆面＋スイムキャップ風の頭巾で素顔を隠していた。
不知火 典馬（） - 小田部通麿
赤色のユニフォームとメイクで登場する火遁忍者。背中に油筒を仕込み、「ファイヤー」と叫んで火焔攻撃を行う。人語を解する鳥のアミーをスパイとして赤影一行に送り、一行を偵察させる。
アミー
典馬が飼っているセキセイインコ。まんじ党七人衆に含めないが人語を解する。赤影一行を漁船におびき寄せるが、典馬が船を破壊し赤影一行ともども巻き添えにしたため、最後に典馬を裏切り、赤影一行についた。
魚鱗 流泊（） - 有川正治
青色のユニフォームとメイクで登場する水遁忍者。二挺の大鎌を振り回す「忍法水かまきり」や、水圧で石塀も穴だらけにする「忍法水鉄砲」などの技を使う。
白蝋鬼（） - 石丸勝也
白地に黒斑点のユニフォーム、白いメイクで登場する老忍者。「忍法小人変化」で掌サイズに身体を縮小できる。逆に右腕を巨大化させることもできる。また蝋を吐き、相手の全身を蝋引き状態にして動きを封じる（窒息させて殺すこともできる）。ギヤマンの鐘のありかを聞き出すためにジュリアンを襲う。
猩猩 左近（） - 鈴木金哉
茶色のユニフォームとメイクで登場する。「忍法針紋鬼」として、全身を銀色の針で覆った姿に変え、球状になって体当たりする。毛針を息で吹いて飛ばす他、ボール状の針爆弾も使う。
- 後に『仮面ノリダーV2』に登場する悪の軍団・ゲロジョッカーの最高司令官 猩々右近（しょうじょう うこん）のネーミングの元ネタとなった。

魔老女（） - 新屋英子
数百年も生きながらえている甲賀の老くの一。幻妖斎も「オババ」と呼んで一目置いている。黄色のユニフォームに青いメイクで登場。若い美女に化ける変装術を持つ。毒薬に精通し、何度でも蘇る不死身の身体を持っており、傀儡人形を等身化して操る「忍法生き昇天」、骸骨を操る「忍法死人操り」、雪で相手の動きを止める「忍法雪固め」の術を使う他、水晶玉の中に隠れることもできる。
むささび道軒（） - 山口幸生
緑色のユニフォーム、メイクで登場する。むささびの集団を操り、自らも巨大なむささびの怪獣に変身する。飛行能力を持つが、マントがなければ飛べない。
黒道士（） - 滝恵一
白黒縞（ゼブラボーダー柄）のユニフォーム、黒い口覆いで登場する。巨大なビーチパラソルに掴まって空を自在に飛ぶ「忍法つむじ傘」という術を持つ。「火吹き竹」という火薬筒を使い、白影の忍凧と度々空中戦を繰り広げた。予備の傘を盾にして使うこともあり、傘を破壊されれば逃走用にパラシュートやジェットパックも使う。オーソドックスな忍術も使い、苦無を相手の影に刺す「忍法影縫いの術」で相手の動きを縛る。

まんじ党下忍
七人衆の下で手足となって働く下級忍者。黒い全身タイツにベルト、黒マント、目抜きの白い頭巾と南蛮風のいでたちをしており、胸に「卍」のマークを付けている。忍刀や弓矢を使わず、ナイフやマスケット銃といった水兵を連想させる武器を使う。

大まんじ
まんじ党の本拠ともなっている円盤型の巨大要塞で飛行能力と潜水能力を持ち、通信機器なども内蔵している。特に舷側から突き出す6連装の大筒による砲撃は絶大。第2部13話では潜水能力で竜牙島の海底に潜り、ペドロのユートピアの真上に大穴を開けた。幻妖斎はペドロをこれに乗せてユートピアを立ち去るが、白影が黒道士に化けてしかけた爆弾が爆発したため大破する。幻妖斎、ペドロ、白蝋鬼、黒道士はこの爆発で死亡した。

#### 根来忍軍
紀州根来山中の「暗闇寺」に巣食う、根来忍者の一派。頭領・暗闇鬼堂に率いられ、天下を手中に収めんと企む武将・夕里弾正と結託し、目的成就の暁に「夜の世界を譲り受けること」を条件に、織田信長を討たんとする。巨大な「怪忍獣」を手懐けており、これを操って京への道中にある信長らを執拗に追う。
根来十三忍
暗闇 鬼堂（） - 原健策
根来十三忍の頭領。幻術・妖術を操り、第37話では巨大化して山小屋ごと信長と青影を攫ってみせた。最終決戦を前に、「黄泉の法」を用いて怪忍獣の操り手である配下6人の魂を呼び起こし、彼らの棺に魂を入れた上で、怪忍獣を復活させる。杖を使って戦う他、体を透明にすることもできる。
水馬 流馬（） - 新宮寺寛
信長暗殺の一番手。水流の上を渡り、洪水の幻覚を引き起こす水遁の術に長けたほか、剣の使い手でもある。京への出立を明朝に控えた信長の寝所を襲う。「忍法闇分銅」で赤影を鎖締めにする。
渦巻 一貫斎（） - 戸上城太郎
大筒を使わせれば日本一の忍者と自負し、催眠術で村人を操って赤影と白影を襲わせる。古寺を占拠し、尾張を迂回した信長一行を仏塔から大筒で狙撃する。大山椒魚の怪忍獣「大怪魚ガンダ」を操る。
山彦 多門丸（） - 黒沢真一
弓の使い手で、また「忍法山彦返し」で音を反響させ、突風や山崩れを呼ぶ。信長一行の道中宿の女中を脅して飲み水に薬を入れさせて、一行を眠らせる。
蟻身 眼兵衛（） - 脇中昭夫
白蟻の怪忍獣「大白蟻ガバリ」を操って、薬で眠りこんだ道中宿の信長一行を夜襲した。一行がこれを逃れると翌日、人食い蟻の蟻塚に赤影を落とし、鉄砲隊を率いて信長一行を狙撃する。
かげろう三兄弟
百面鬼（） - 楠本健二
変装の名手で白影に化け、信長の家来衆と赤影らを分断させる。その後は、信長に一芝居を打って正体を現し、止めを刺そうとするが、赤影たちに敗れた。
つむじ - 市村昌治
鬼の仮面を被り、「忍法つむじ風」で突風を起こす。兄の百面鬼亡き後、弟・野火とともに信長一行を襲う。
野火（） - 柳原久二夫
鬼の仮面を被り、「忍法野火かげろう」で火焔を吹く火遁忍者。
虫寄せ風葉（） - 島景子
根来のくの一。口笛、またはオカリナを使ってカブト虫の怪忍獣「鉄甲アゴン」を操る。突風を起こし鎖でがんじがらめにする「忍法風の葉」で白影を捕える手柄を立てるが、用済みと見た矢尻に斬られる。その後、痺れに苦しむ赤影と白影を助け、ドグマの弱点を教え、力尽きた。
人むかでの矢尻（） - 末広真樹子
百足の怪忍獣「大百足ドグマ」を操るくの一。風葉とともに難所で名高い鈴鹿の峠で信長一行を待ち伏せし、ドグマの火焔で追いつめる。毒煙と薙刀の使い手でもある。風葉を切り捨てた後、ドグマと髑髏の根付けで信長たちを苦しめるが、赤影に妨害される。戦いの末、薙刀をへし折られ赤影に見逃されるが、背後から刀で切ろうとした際、誤って崖下へ転落。瀕死の重傷を負うがドグマの死を見た後、自害した。
流れ星 左十（） - 北村英三
伊賀の里近くの「梟の森」に棲む梟の精、「ガッポ」を手懐けており、白影が応援に呼んだ伊賀忍者4人による囮の輿を襲って信長の行く手を聞き出し、信長らを「梟の森」に誘いこんでガッポに襲わせた。梟を通信機代わりに使う他、羽手裏剣も投げる。
魔風 刑部（） - 小田部通麿
琵琶法師の風体をした怪忍者。刀で突いても斬っても死なない身体を持ち、行く先々で石仏に化けて待ち構える。口から吐く白い息で人間を石に固める「忍法石仏」という術によって、信長の護衛を務める伊賀忍者残り3人を殺してしまい、信長はついに身一つとなってしまう。
また、自ら石仏化することも可能。
十六夜 月心（） - 末広恵次郎
変装の名人で、白影が新たに呼び寄せた伊賀忍者、ましらの甚内に化け、また夕里弾正の関所を迂回するための抜け道を知る御用商人にすり替わり、信長一行を罠処へ巧みに誘導する。巨大な山猫の怪忍獣「ジャコー」を操り、暗闇鬼堂とともに一行を襲う。

根来下忍衆 - 川谷拓三　西田良 他
根来十三忍の手足となって暗躍する、灰色の頭巾と装束の忍者集団。

夕里弾正 - 汐路章
大和の国の武将。腹の黒さと冷酷さで悪名高く、京に攻め上ってこれを包囲し、都の民に残虐の限りを尽くす。根来暗闇寺に使いを送り、「夜の世界」を譲ることを条件に暗闇鬼堂と結託する。

怪忍獣
第一部で千年蝦蟇と大蝙蝠、第二部で巨大むささびが登場していたが、当時空前の怪獣ブームの影響を受け、この第三部から「怪忍獣」として巨大な怪獣が毎回登場。これらの題材は、大山椒魚や山猫、梟など、日本の風土に立脚したものが選ばれた。また、劇伴音楽の新録音に伴い、怪忍獣それぞれのテーマ曲が新たに作曲されている。
大怪魚ガンダ
暗闇寺そばの渓谷に棲む、大山椒魚の怪忍獣。大山椒魚の姿で渦巻一貫斎によって運ばれ、笛の音で巨大化する。火焔を吐いて信長一行を襲った。
大白蟻ガバリ
蟻身眼兵衛が操る白色をした蟻の怪忍獣。両前足から強力な蟻酸を噴出する。水に弱い。
鉄甲（）アゴン
普段は何の変哲もないかぶと虫だが、虫寄せ風葉の口笛、またはオカリナによって巨大化する。口から緑色の液体を吐き、背中の角からの麻痺光線で信長らの動きを奪う。赤影に風葉から奪ったオカリナで操られ、ドグマと戦うが敗れる。
大百足ドグマ
強力な牙をもつ巨大な大百足。口から火焔を吐く。矢尻の持つ髑髏の根付が弱点で、これを投げつけられて身体を分断され死んだ。
梟の精ガッポ
流れ星左十が操る、「梟の森」に棲む巨大な梟。目から火を吹いて信長らを襲う。強い光に弱く、青影の機転によって照明弾を打ち上げられ、その光を浴びて無力化し倒された。
怪忍獣ジャコー
巨大な山猫の怪忍獣。十六夜月心が操る（または変化したもの）。月の光で力を得るため、これを遮られると無力化する。

#### 魔風忍軍
魔風雷丸が率いる怪忍者集団。甲斐と信濃を本拠地としている。「影の里」に伝わる、巨大エネルギーを隠した「黄金の仮面」を狙って里を襲い、赤影の父・烈風斎を亡き者にした。雷丸の正体は、巨大な一つ目のとかげ忍獣「じじごら」であった。
魔風十三忍
魔風 雷丸（） - 汐路章
無邪気でコミカルなキャラクターだが狡猾かつ残忍な性格で、下顎から牙の生えたとても人間とは思えない風貌の持ち主。第三部の暗闇鬼堂同様、十二人の配下を擁し魔風十三忍の頭領でもある。
黄金の仮面から発せられた光線で倒れた瀕死のじじごらが次第に雷丸の姿になり口から血を流して悲鳴を上げて絶命した。
小文字 右兵（） - 月形哲之介
火遁の術を使い、使う刀はバズーカや火炎放射器にもなる。
夜目 蟲斎（） - 大城泰
固い鎧に身を包み、奇声をあげて鎧虫怪獣「グロン」を操る。普段はグロンを縮小化して口から呑み込み体内に隠している。グロン同様顎にある三日月型の痣が弱点で、青影の鎖分銅が当たり倒される。
雲間 猿彦（） - 二見忠男
一種のテレパシーで双子の弟・犬彦と連絡を取り合うが、特殊体質の持ち主で、自分が死ねば、犬彦も同時に死ぬ。降参したふりをして赤影の一行に潜り込み、赤影に自分を信用させるため血潮将監を殺し、一行を危機に陥れるが赤影や白影にスパイであることを見破られた後は、赤影一行の味方をするようになる。後に捕えられるも青影と陽炎に助けられ、その恩に報いるために雷丸や犬彦の目前で自害し、赤影と白影に看取られながら果てた。岩も切断するはがね鞭の使い手でもある。
雲間 犬彦（） - 二見忠男（二役）
兄の猿彦と異なり、左の頬にほくろがあったが赤影たちにその特徴を知られた為に後に取り去っている。。第7話では青影から黄金の仮面を奪う。第8話では、猿彦になりすまし、赤影と白影を魔風堂におびき寄せるが、（殺してしまうと自分も死ぬので仕方なく）半殺しにしてあった猿彦が自害したことで死んでしまう。
血潮 将監（） - 阿波地大輔
モヒカン刈りに泥鰌髭、弊衣をまとい、杖を持った仙人スタイル。普段は山蛭を肩に乗せており、吸血蛭の怪忍獣「ギロズン」として操る。透視術と傀儡の術の使い手でもある。
闇の黒蔵（） - 波多野博
顔の無い忍者。爛れて崩れたような顔をしており、顔の皮膚を千切って投げると爆発する。赤影を沼に引きずり込み、得意の変装術で赤影に化けて、白影らと別行動を繰り返すなど、不可解な行動をし、暗躍。その後、魔風の目は届かないと偽って、夜の地蔵岩の辺りに白影たちを誘導するが、魔風忍者たちに指示を出しているところを青影に偽者と見破られる。青影と鎖分銅の綱引きで、崖に落とした後、白影がいない隙に自分の正体を見破った猿彦と共謀し、彼と共に魔風に捕まったふりをして、白影を倒そうとするも、復活した本物の赤影に妨害される。赤影と対決するも、刀身を圧し折られ、仮面を真っ二つにされた後、正体を現す。白影の槍投げを空高く飛んで交わすも、赤影の投げた爆弾を受け、全身粉になって、死亡。
口無 水乃（） - 沢淑子
岩石怪獣「ががら」を操る、十三忍唯一のくの一。雷丸に母親を人質に取られており、不本意ながら雷丸に従っている。過去に一郎次という、生きていれば青影と同い年になっていたであろう弟を修行中の事故で失ったため、姉・陽炎を慕う青影に亡き弟の面影を重ね、同情している。その思いから捕えていた青影にががらの弱点を教え、自ら逃がしたことで雷丸から最後通告をされ、やむなくががらと共に赤影一行に戦いを挑むも、赤影の機転によって敗れる。その際、ががらの爆発に巻き込まれて致命傷を負い、今わの際にががらを青影に託し、息を引き取った。
足切 主水（） - 山本一郎
蟹を大蟹怪獣「ざばみ」に変えて操る。顔の中心に白い線をペイントし、無口で何を訊かれても「むぅん」と唸り声で返事をする風変わりな男。魔風堂での中忍の供養を警護し、供養が終わったところで透明化し草むらに隠れてざばみを操るが、赤影に透視術で見破られ「忍法流れ星」で倒される。
引導坊（） - 河上一夫
棒術の達人。伸縮自在のろくろ杖を使う。十三忍の一人とはいえ、使命などにそれほど興味を示していない。息子の鬼丸を一人前にするために棒術や忍術を厳しく教えるが、一方では目に入れても痛くないほど溺愛している。雷丸に鬼丸が人質に取られたため、陽炎をさらうように命じられ、止む無くこれに従うものの、自力で逃れてきた鬼丸の説得によって、雷丸の本性を知り離反。その後、息子と共に魔風に戻らず、いずこへと旅立った。実は妻に先立たれており、妻から鬼丸を忍者にすることに反対されていたことをこぼしている。
鬼丸（） - 長張卓実
引導坊の息子。十三忍には含まれない。引導坊同様ろくろ杖を使える。雷丸に人質に取られかけるが、父との修行の賜物だけあって、自力で下忍を蹴散らして逃げ出す。子供ながらに豪胆で青影に対しても物怖じすらしない。忍法対決の最中に命を助けられ友達となった青影と共に、引導坊と赤影が戦っている場所に赴き戦いを中止させる。その後、青影と再会を誓い合い、父と共にいずこへと旅立っていった。
花粉 道伯（） - 有川正治
女に化け髪に挿した花を人喰い植物「ばびらん」に変えて操る。色黒で鼻に金の輪をぶら下げているが、女に化けた時もこの金の輪をしている。9話で陽炎をさらい、49話で農夫と道作りから脱走した労働者をばびらんに食べさせた後、少女に化け、川上から「たすけて」と破った笠でメッセージを送って、赤影を森におびき寄せる。ばびらんのダメージや生死は、道伯にも同様に反映されてしまう。
ばびらんの雄蕊を青影に攻撃されると苦しみ出し、雄蕊を切り取られると絶命した。
不動 金剛丸（） - 鈴木金哉
百姓に化けて「魔風部落を逃げた」と言って赤影をおびき寄せる。特大サイズの刀を二本持っており、刀から破壊光線や衝撃波を発射する。そのうち、破壊光線を放つものが忍法地雷火陣。いまわの際に、地獄谷に来るよう赤影と白影に告げた。
でっかでか東馬（） - 大前鈞
52話に登場。言葉は話せないが雷丸に忠実な巨漢で魔風十三忍最後の忍者。青影に化けていたが陽炎に体臭が違うと疑われる。全員が寝静まった隙に黄金の仮面を奪いじじごらの体内の雷丸に届けるも赤影たちに付けられていた。長身だが子供の青影にも化けられる達人級の変装術の使い手。一時は赤影と白影それぞれを片手で捕まえる程の怪力を持つが戦闘に入ると呆気なく倒される。

魔風下忍衆
魔風忍軍の手足となって暗躍する、鈴模様の頭巾と装束の忍者集団。バイキングの楯や槍、鉄砲も使う。

魔風怪忍獣
グロン
トカゲとアルマジロを合わせたような外見をした、夜目蟲斎が操る鎧虫怪獣。背中に固い装甲を持ち爆弾攻撃にも耐える。アルマジロのように丸まるだけでなく丸まった状態で空を飛ぶこともできる。顎にある三日月型が弱点。
ギロズン
血潮将監が操る怪忍獣。蛭をモチーフにした奇怪な外見。口をバキューム掃除機のように使い、相手を吸い寄せ血を吸う。毒ガスも使うが、他の忍怪獣より小さく、身長は人間よりやや大きい程度。黒影と紅影を襲い、血を吸ってミイラにした。
ががら
口無水乃が操る怪忍獣。やどかりがモチーフだが貝殻の中身は甲殻類ではなく、トカゲ風。体を回転させたり、地中に潜って移動できる他、油と火を吐く。首をひっこめるとあらゆる攻撃を受け付けないが、攻撃も不可能になる。1度は赤影が森に誘い込んで自爆させられたが、もう1度だけ戦うことが可能であり、爆発に巻き込まれた水乃がいまわの際に青影に託した。その後託された青影に使用され、塔からざばみを遠ざけた。額の三つ目が弱点だが、体内に油を貯めて火を吐くので、外から火で炙れば自滅（爆）してしまう。
ざばみ
足切主水が操る、蟹の怪忍獣。泡とはさみを使って暴れる。第7話では赤影と白影が陽炎を助けに塔へ行った時、塔を攻撃し、青影が差し向けたががらを倒す。第8話では足切主水の指示で暴れるが、主水の死と共に消える。
ばびらん
花粉道伯が操る怪忍獣だが、怪獣というよりは人食い植物であり、形は蘭の花で生態はもうせんごけがモチーフ。七色の光で獲物を惑わせ、触手になったおしべで捕らえて食べるが、その触手が弱点でもある。花粉のバリア「花の粉膜」を作れる他、瞬間移動能力も持っている。花粉道伯と繋がっており、ばびらんがダメージを受けると道伯も苦しみ、ばびらんが死ぬと道伯も死ぬ。
じじごら
雷丸が操る怪忍獣。とかげがモチーフだが、角1本、目1個、腕の皮膜が特徴で、目から破壊光線を放ち、腕の皮膜で空を飛ぶ。第11話では青影をさらう。体内にグロン、ギロズン（巨大）、ががら、ざばみ、ばびらんを収容しており、第13話でこれらを解放して総力戦を挑むが、黄金の仮面の光線でこれらともども倒される。死んだ後の姿は魔風雷丸その人だった。

### スタッフ
- 原作：横山光輝
- 脚本：伊上勝
- プロデューサー：加藤哲夫（関西テレビ）、平山亨（東映）、高田正雄（東映京都テレビプロ）
- 撮影：脇武夫、平山善樹、森常次、柾木兵一、羽田辰治
- 特撮：松木春吉、小野純一
- 音楽：小川寛興
- 照明：岡田耕二
- 計測：佐賀彰、山口鉄雄
- 録音：矢部吉三、小金丸輝貴
- 記録：高木弘子、桧垣久恵、森村幸子
- 編集：細谷修三、川上忠
- 美術：塚本隆治
- 衣裳：上野徳三郎、工藤昭
- 美粧：林三郎
- 結髪：河野節子
- 装飾：秋田実、甲田豊、管田浩
- 助監督：福井司、古市真也、高見育男、久郷久雄、岡本静夫ほか
- ナレーター：山口幸生
- 擬斗：三好郁夫、土井淳之祐(以上東映剣会)
- 進行主任：北村良一
- 怪忍獣造形：エキス・プロダクションほか
- 監督：倉田準二、山内鉄也、曽根勇、小野登、古市真也
- 製作：関西テレビ、東映京都テレビプロ

### 主題歌
忍者マーチ（オープニング・エンディングで使用）
作詞 - 伊上勝 / 作曲・編曲 - 小川寛興/　歌 - ヤング・フレッシュ、ボーカル・ショップ
赤影の歌（劇中で使用）
作詞 - 伊上勝 / 作曲・編曲 - 小川寛興/　歌 - ヤング・フレッシュ、ボーカル・ショップ

### 制作

#### 企画経緯
1966年、東映は白土三平の漫画『ワタリ』のテレビドラマ化を企画していたが、先行して制作された映画『大忍術映画ワタリ』について原作者の白土がその内容に激怒し東映との絶縁を宣言。テレビドラマ化の企画も白紙化してしまった。
しかし、企画は頓挫した時点で既に一部のキャストやスタッフの手配に動いており、東映は急遽、白土と同じく忍者漫画の大家である横山光輝に原作を依頼。横山はこれに応じ、人気作『伊賀の影丸』の連載を終了して、新たに「週刊少年サンデー」にて『飛騨の赤影』の連載を開始した。
この原作は、その後東映京都と関西テレビによって特撮テレビドラマ『仮面の忍者 赤影』として実写化され、これに合わせ、原作漫画の『飛騨の赤影』のタイトルも、テレビドラマと同じ『仮面の忍者 赤影』に改められている。
本作品はカラー番組にすることを条件に、広告代理店の電通が持ち込んできた企画で、その裏には、スポンサーの1社となる三洋電機のカラーテレビを売るという戦略があった。当時は、ほとんどの家庭が白黒テレビで、関西テレビ内でも意見が割れた。しかし白黒では将来売り物にならないという考えからカラー放送を決めた。本作品はテレビ初のカラー時代劇であり、『マグマ大使』『ウルトラマン』に次ぐ3番目のカラーテレビ特撮作品であり、スポンサーの三洋電機がカラーテレビのタイアップを行なっていたことから、主人公一派の人物は赤影、青影、白影と「色彩」を強調した作品になっている。この「色別のヒーロー集団」というコンセプトは後の『秘密戦隊ゴレンジャー』に受け継がれた。
関西テレビが制作した初のカラー作品で唯一の特撮作品でもある。同社の注力も並々ならぬもので、加藤哲夫プロデューサーによれば、1時間番組で100万円が相場の時代に、30分1話あたり約200万円という破格の制作費が費やされていたという。

#### 作風
巨大な独楽やパラソルに乗って姿を現す忍者など、奇想天外な作劇が印象的な赤影であるが、倉田・山内両監督らはいかに面白い忍術絵巻を描くか、スタッフ全員に宿題のようにしてアイディアを提出させた。スタッフはどんな忍術が使えたら面白いか自分の子供に尋ねたり、頭を絞って番組中の忍術合戦を盛り上げた。
その結果、敵忍者にはどう見ても戦国時代の者とは思えない出で立ちをした怪人物が次々と登場し、空飛ぶ円盤「大まんじ」や、巨大なロボット「金目像」などといったSF的なアイテムが次々と繰り出されてゆく。一方で、スタッフに自由に考えさせその発想を大胆に活かす試みは制作現場に大いに活気をもたらし、作品成功の強力な原動力になった。結果的に敵忍者とその忍術の描写が時代考証を無視した破天荒なものとなっていったことは事実であるが、一方で忍者以外の人物の衣装・風俗はきちんと設定の戦国時代ものの様式で揃えられており、そこは時代劇のメッカたる東映京都の矜持が示されている。ドラマを支える俳優陣も、当時の時代劇でおなじみの顔ぶれが確かな演技力で彩りを添えた。
第3部・第4部では方向性が若干代わり、毎回のように怪獣が登場して怪獣特撮番組の様相を呈してきた。その代わりとして第1部・第2部とは異なり、敵忍者の描写はオーソドックスな時代劇的なものとなった。平山は、ストーリー展開については脚本の伊上勝に任せていたと述べている。『大忍術映画 ワタリ』『怪竜大決戦』に続いて手掛けた伊上勝は全話の脚本を執筆。

#### エピソード
前述のように元はテレビドラマ版『ワタリ』として企画されていたものが頓挫し、急遽本作品へと変更されたという経緯がある。そのため映画版『大忍術映画ワタリ』で「ワタリ」と「爺（四貫目）」を演じた金子吉延と牧冬吉が、本作品にスライドする形で「青影」と「白影」を演じている。対して、赤影の配役決定は若干遅れた。赤影役は東映から出された三人の候補から、テレビ側のプロデューサーである関西テレビの加藤哲夫が「目に光のある役者」という理由で坂口祐三郎を選んだ。三洋電機が開いたイベントで赤影が仮面を取った時は観客の女性ファンが「キャアーッ！」と大騒ぎしたという。
プロデューサーとしてクレジットされている平山亨は、東京撮影所の『キャプテンウルトラ』に掛かりきりで忙しく、実際に現場を仕切ったのは関西テレビの加藤哲夫と東映京都テレビプロダクションの高田正雄である。
赤影たちの忍者装束には、スキーウェアが使われた。動きにくいうえに、夏は汗びっしょりだったそうである。劇中で、青影が食べる忍者の携帯食は、ゼリービーンズやマーブルチョコレートだった。
第一部・第四部に登場する「大蝦蟇」、「大蜘蛛」、「怪竜」は、東映京都が本作品に先んじて制作した映画『怪竜大決戦』に登場したキャラクターを流用したもの。これらの造形物の改修とあわせ、いくつかの怪忍獣の造形は『怪竜大決戦』に続けて造形会社エキス・プロダクションが行なっている。人気作品だったのにもかかわらず、怪忍獣たちは放映中は商品化に恵まれず、当時人気だった「ソフビ人形」の題材にもなぜか選ばれることはなかった。また、後年流行になった百科事典形式の怪獣本でも、第三部のドグマ、ガッポ、ジャコーや、第四部の怪忍獣すべては、雑誌『宇宙船』vol.11（1982年、朝日ソノラマ）で本作品の特集が組まれるまで個別に紹介されることがなく、番組の知名度に反してマイナーなキャラクターたちとなっていた。
第11話の冒頭、にせ赤影に斬られる侍役で数カット出演しているのは、東映京都専属の大部屋俳優・川谷拓三である。後にヤクザ映画の数々の体当たりの演技で飛躍し名バイプレイヤーとなる川谷であるが、当時はまだ台詞があるか無いかという程度の無名の斬られ役であった。川谷は他の話数にも斬られ役や下忍の役で度々顔を見せている。

### サブタイトル
- 括弧内は話数および登場した忍者、怪獣など。
- 「第○部 ○○篇」は映像では表記されない。

#### 第1部 金目教篇（第1 - 13話）
- 1） 怪物蟇法師（鬼念坊、蟇法師、千年蟇）[注釈 14]
- 2） 甲賀の悪童子（傀儡甚内、傀儡変化、悪童子、闇姫）
- 3） 逆襲蟇法師（傀儡甚内、傀儡変化、蟇法師、千年蟇）
- 4） 怪奇忍び屋敷（傀儡甚内、傀儡変化、闇姫、鉄独楽、大毒蜘蛛）
- 5） 謎の独楽忍者（鉄独楽、朧一貫）
- 6） 恐怖の大魔像（朧一貫、金目像）
- 7） 妖術一つ目（朧一貫、夢堂一ツ目、巨眼一ツ目）
- 8） 南蛮大筒の秘密（夢堂一ツ目、金目像、巨眼一ツ目）
- 9） 不死身の魔像（闇姫、朧一貫、金目像）
- 10） 怪忍者黒蝙蝠（鬼念坊、蟇法師、闇姫、朧一貫、黒蝙蝠、金目像、大蝙蝠）
- 11） 鬼念坊鉄車（鬼念坊、闇姫、朧一貫、金目像）
- 12） 闇姫髪あらし（闇姫、金目像）
- 13） 大魔像破壊作戦（金目像）

#### 第2部 卍党篇（第14 - 26話）
- 14） 謎のまんじ党（不知火典馬、魚鱗流泊）
- 15） 小法師白蝋鬼（白蝋鬼、不知火典馬）
- 16） 怪獣針紋鬼（猩猩左近、魔老女、むささび道軒）
- 17） 不死の魔老女（不知火典馬、魚鱗流泊、猩猩左近、魔老女）
- 18） 鳥獣むささび（不知火典馬、魚鱗流泊、白蝋鬼、猩猩左近、魔老女、むささび道軒、むささび部隊、大むささび）
- 19） 忍法つむじ傘（不知火典馬、魚鱗流泊、白蝋鬼、猩猩左近、魔老女、むささび道軒、黒道士）
- 20） 怪物大まんじ（不知火典馬、魚鱗流泊）
- 21） 渦潮骸骨丸（魚鱗流泊、猩猩左近、魔老女）
- 22） 怪獣変化陣（猩猩左近、黒道士）
- 23） 地獄の魔老女（魔老女、黒道士）
- 24） いかるが兄妹（白蝋鬼、むささび道軒、黒道士、大むささび）
- 25） 悪魔の鐘 （白蝋鬼、むささび道軒、黒道士、大むささび）
- 26） 大爆發（白蝋鬼、黒道士）

#### 第3部 根来篇（第27 - 39話）
- 27） 根來十三忍（水馬流馬、ガンダ）
- 28） 忍法大怪魚（渦巻一貫斎、ガンダ）
- 29） 忍法山彦変化（山彦多門丸、ガバリ）
- 30） 蟻怪獣ガバリ（蟻身眼兵衛、ガバリ）
- 31） 怪忍百面鬼（かげろう百面鬼、かげろうつむじ、かげろう野火、アゴン）
- 32） 鉄甲アゴン（かげろうつむじ、かげろう野火、虫寄せ風葉、アゴン）
- 33） 大百足ドグマ（虫寄せ風葉、人むかでの矢尻、アゴン、ドグマ）
- 34） 怪獣大逆襲（虫寄せ風葉、人むかでの矢尻、ドグマ）
- 35） 梟怪獣ガッポ（流れ星左十、ガッポ）
- 36） 忍法石仏（魔風刑部、ジャコー）
- 37） 怪忍獣ジャコー（十六夜月心、ジャコー）
- 38） 怪忍獣勢揃い（六大怪獣＝ガンダ、ガバリ、アゴン、ドグマ、ガッポ、ジャコー）
- 39） 六大怪獣大逆襲（再生六大怪獣＝ガンダ、ガバリ、アゴン、ドグマ、ガッポ、ジャコー）

#### 第4部 魔風篇（第40 - 52話）
- 40） 魔風忍者の来襲（夜目蟲斎、小文字右兵、グロン）
- 41） 鎧怪獣グロン（夜目蟲斎、グロン）
- 42） 忍法はがね鞭（雲間猿彦、雲間犬彦、ギロズン）
- 43） 吸血怪獣ギロズン（雲間猿彦、雲間犬彦、血潮将監、ギロズン）
- 44） 顔のない忍者（雲間猿彦、雲間犬彦、闇の黒蔵、ガガラ）
- 45） 岩石怪物ガガラ（雲間猿彦、雲間犬彦、口無水乃、ガガラ）
- 46） 怪獣ががら対ざばみ（雲間猿彦、雲間犬彦、足切主水、ざばみ、ががら）
- 47） 魔風堂の怪獣（雲間猿彦、雲間犬彦、足切主水、ざばみ）
- 48） こども忍者術くらべ（引導坊、鬼丸、大ガマ、巨竜[注釈 15]、ばびらん）
- 49） 人喰い植物ばびらん（花粉道伯、ばびらん）
- 50） とかげ忍獣じじごら（不動金剛丸、じじごら）
- 51） 決戦魔風忍群（六大怪獣＝グロン、ギロズン、ががら、ざばみ、ばびらん、じじごら）
- 52） 六大怪獣包囲陣（でっかでか東馬、六大怪獣）

### 重要ポイント、重要アイテム
デウスの鐘
第2部第1話で織田信長が堺の商人から手に入れる。
マリアの鐘
第2部第6話で女の行商人が彦根で赤影に渡す。
サタンの鐘
第2部第7話では当初、鳴門海峡の難破船に隠されていたと考えられていた。しかし難破船の中にはなく、いかるがの里にあった。お互いを近づけて鳴らすと共鳴を起こし、呼び合う。デウス、マリアの鐘と揃えると、竜、牙、島の絵柄が出る。
いかるがの里
サタンの鐘を巡って住人が抗争を繰り広げたため、住人が青年とその妹の二人しかいない。青年は井戸の下にサタンの鐘を隠しており、赤影とむささび道軒がこの鐘を巡って争奪戦を繰り広げる。青年がいかるがの球を赤影に渡し、第2部26話では、赤影たちがこれに祈ったことで、ペドロのユートピアから地上に脱出できた。
竜牙島
第2部13話に登場。ペドロが作った一種のユートピア。ペドロの墓の墓石を持ち上げると、階段が続いており、途中で壁にぶちあたるが、壁にデウス、マリア、サタンの鐘を投げて壁を破壊すると辿り着ける。ペドロは竜牙島で人知れず静かに暮らしながら、人工太陽を作り、これを平和のために利用していた。
暗闇寺
根来十三忍が本拠地として使っている。夕里が使者を送り、織田信長を殺す様暗闇鬼堂に依頼した。鬼堂の配下は風鈴に化けて待機している。第3部第37話では、鬼堂が赤影と白影に来る様に告げている。第13話では、決戦の舞台ともなった。織田信長が夕里を斬った時、青影が黄泉の法を破るために、棺に爆薬を仕掛けて棺もろとも暗闇寺を爆破し、怪忍獣を無力化する。
竜が滝洞窟
黒影と紅影が陽炎と逃げ込んだ。紅影が赤影に知らせに行ったところを、雷丸が血潮将監に命じ、血潮はギロズンに攻撃させた。
阿弥陀が池
中心に灯台があり、第7話では陽炎を灯台の中に捕らえて監禁した。
魔風堂
雷丸が今までに倒された中忍の法要を行い、足切主水に外の警護をさせた。法要が終わった後、ばざみが赤影と戦った時に破壊される。
影部落
赤影たちの故郷で、飛騨にある。第4部第40話でグロンに集落を破壊され、第2話で館に魔風忍群が侵入し、頭領烈風斎が雷丸に一瞬の隙を衝かれて刺され、致命傷を負った際、魔風の下人たちとともに自爆したため、館も壊滅した。なお、集落の一部の者たちは赤影たちによって救出されている。
影の神像
第4部第45話に登場する影一族の守り神。これに黄金の仮面をかぶせると、煙幕を出す。陽炎が「この下に財宝がある」と雷丸をだまして案内するが、ががらに破壊される。
黄金の仮面
第4部の重要アイテム。影一族の館にあり、忍者にとっては栄光のシンボルでもあるため、どの流派の忍者にも憧れの的となっている。これに目をつけた雷丸が黄金の仮面を巡って、赤影一行と争奪戦を繰り広げる。陽炎がこの秘密を知っており、陽炎も争奪戦の対象となった。第52話では、青影がある呪文を唱えて巨大化させ、陽炎が同じ呪文を唱えて光線を発射させた。この呪文は黄金の仮面の下敷きになった者も移動させられる。この力が真の秘密であり、財宝のありかを示すものではなかった。争奪戦が終わった後、赤影が自分の仮面を青影に譲ってこの仮面を被り、影一族を立て直すために飛騨の影部落に戻った。

### 放送局
※印は先行放送
- 関西テレビ（制作局）：水曜 19:00 - 19:30
- 札幌テレビ：水曜 19:00 - 19:30[14]
- 青森放送：水曜 19:00 - 19:30[15]
- 秋田放送：水曜 19:00 - 19:30[15]
- 山形放送：水曜 19:00 - 19:30[16]
- 岩手放送：※水曜 18:00 - 18:30[15]
- 仙台放送：水曜 19:00 - 19:30[16]
- 福島テレビ：水曜 19:00 - 19:30[16]
- フジテレビ：水曜 19:00 - 19:30
- 静岡放送：※水曜 18:00 - 18:30
- 新潟放送：※水曜 18:00 - 18:30[16]
- 信越放送
- 北日本放送：水曜 19:00 - 19:30[17]
- 北陸放送：※水曜 18:00 - 18:30[17]
- 福井放送：※水曜 18:00 - 18:30[17]
- 東海テレビ：水曜 19:00 - 19:30[18]
- 日本海テレビ
- 山陰放送：※水曜 18:00 - 18:30
- 広島テレビ
- 南海放送
- テレビ西日本：水曜 19:00 - 19:30
- 宮崎放送
- 南日本放送

### 映像ソフト化
いずれも東映ビデオより発売。
- ビデオ（VHS、セル・レンタル共通）は傑作選として、8巻・31話分を収録したものがリリースされている。
- 1992年11月25日から1993年11月25日にかけてLD-BOXが発売された。全4集の各4枚組で各巻13話収録。
- 1999年8月6日と11月21日に総集編『仮面の忍者 赤影メモリアル』がVHSとLDで発売された[19]。全2巻[19]。
- 2001年8月10日から2002年5月21日にかけてDVDが発売された[20]。全4巻の各2枚組で各巻13話収録[20]。
- 2015年3月13日と同5月13日にそれぞれBlu-ray-BOX Vol.1,2が発売された。各Blu-ray4枚組+特典ディスクDVD1枚で1BOXあたり本編26話収録。
  - 2021年9月にはBlu-rayが各編ごとに単独発売を開始している。

### ネット配信
2013年4月29日から10月27日まで、YouTubeの「東映特撮 YouTube Official」にて全52話が配信されたほか、2015年9月1日から2016年3月1日まで再配信が行われた。2021年11月26日からは同じくYouTubeの「東映時代劇YouTube」にて、第1話・第2話が「据置配信枠」（お試し的なラインナップ枠）として配信、そして2022年4月7日から2023年3月23日まで同チャンネルで毎週木曜11時より、第3話以降の作品が1週間の期間限定で配信された。第1話本編後の次回予告のみ音を記録したネガフィルムが所在不明のため、音声なしで流れている。
有料配信については2018年1月から、Huluでの配信が開始されている。第1話次回予告の音声についてはYouTube同様無音。

### 前後番組
| フジテレビ系列 水曜 19:00 - 19:30                           | フジテレビ系列 水曜 19:00 - 19:30                     | フジテレビ系列 水曜 19:00 - 19:30                                                                      |
| 前番組                                                      | 番組名                                                | 次番組                                                                                                 |
| ----------------------------------------------------------- | ----------------------------------------------------- | --- |
| ジャングル大帝進めレオ 【ここまでフジテレビ制作・アニメ枠】 | 仮面の忍者赤影（特撮版） 【この期間は関西テレビ制作】 | おらぁグズラだど（モノクロ版） 【土曜 19:00 - 19:30より移動】 【ここから再びフジテレビ制作・アニメ枠】 |

## 漫画版

### 仮面の忍者赤影 (1966年の漫画)
週刊少年サンデーで1966年45号から1967年48号まで連載され、「赤影と青影の忍者2人」対「悪の忍者集団」との戦いが描かれた。全50話。
当初は『飛騨の赤影』というタイトルだった。
以下の3部に分かれる。
- 第一部 - 金目教の巻
- 第二部 - うつぼ忍群の巻
- 第三部 - 決戦うつぼ砦の巻

#### 登場人物（漫画）
赤影
初登場時、木下藤吉郎に「みたところ まだ子ども」と言われており、少年忍者として描かれている。
仮面は目の部分に穴を開けた鉢巻状の布。特撮版のような特殊機能はない。複数所持しており、木に巻き付けて身代わりに使うこともある。
伸縮自在の髪の毛の束を所持しており、これを周囲に張り巡らせることで敵の動きを探れる他、敵を締め上げる忍法「みだれ髪」にも使える。また、足元の水溜まりから水泡を立ち上らせた後に姿を消す「水花仙（みずかせん）」や、全身から炎を発する「飛騨 火炎陣」という忍法も使う。
青影
赤影に対し弟分として描かれている。赤影とはタメ口で話す。眠る時は大きないびきをかくらしい。
それなりの忍術の使い手として描かれている。敵の影の中に隠れる「影かくし」の他、含み針や畳返しを使う。また、甚内の毒に侵された赤影を治療した。
竹中 半兵衛 重治
藤吉郎の軍師。赤影達飛騨忍は彼の命令で動いている。

##### 第1部の登場人物
幻妖斎
金目教の祈祷師にして霞谷七人衆の指揮官。義治の依頼で江南にて金目教を立ち上げ、教徒の百姓達を扇動して織田氏との闘いに駆り出そうとする。
催眠術を使って金目像が動いていると思わせたり、縄を使って動かした岩で不信心な者を圧殺することで仏罰を演出するなどして教徒達の信仰心を高めていた。
七人衆が全滅した頃、戦乱から田畑を守るべく信長を討つべしと百姓達を煽るが、タネを見破った赤影によって金目像に襲われる幻術を見せられ、その様を見た百姓達に金目教がインチキだとバレた上、像を爆破される。逃走を図るも赤影が投げた鎖分銅で絡め取られ、最期は谷底の急流へ身を投げた。
霞谷七人衆
一部のメンバーが特撮版と異なる。
鬼念坊
衣服の下に鉄の防具を装着しており、物理攻撃はもちろん炎の中でも平気。火薬の扱いに長けており、敵の周囲に複数の火柱を起こす「火の輪しばり」を使う。火薬が湿気る上に溺死の恐れがある水辺が苦手。
青影に人質にされるが、その防御力を活かして返り討ちにし逆に人質にする。救助に来た赤影を迎え撃とうとするも逃げられる。土蜘蛛が倒された後、赤影に決戦を挑むも川へ突き落されて水中戦に持ち込まれる。防具の重みで浮き上がれず、赤影を道連れにしようとするも叶わず溺死。
ガマ法師
特撮版同様に巨大ガマガエルや無数のガマガエルを操る他、短刀を手にしての水中戦を得意とする。
一貫が赤影につけた匂いをガマに追わせて襲わせるが、罠の竹槍で滅多刺しにされた大ガマは死亡。悪童子を倒した赤影に水中戦を挑むも、みだれ髪で動きを封じられ、覆面で絞殺された。
傀儡 甚内
作中では青影に変装しており、素顔は不明。背中に古い刀傷がある。
傀儡を操って敵を攻撃させる他、岩や木に同化して姿を隠す。
ガマ法師を倒した赤影に接近するが、いびきをかかなかったために正体を見破られる。赤影に遅効性の毒手裏剣を打ち込むも、髪が絡まってきた際に戸惑ったことで本体を見破られると逃走。木に姿を隠すが、その木へ落ちた雷に巻き込まれ死亡。
悪童子
大きな凧で飛ぶのは特撮版と同じだが、武器は弓矢となっている。
一番手として赤影に挑むも、火薬仕込みの短刀を凧に投げつけられたことで撤収に追いやられる。大凧に乗って青影を助けに来た赤影に再戦を挑み、凧を火矢で燃やすも二人には逃げられ、赤影の凧がぶつかってきたことで墜落し焼死。
朧 一貫
隠密行動の達人。
赤影の髪の糸によって動きを見破られ、みだれ髪で捕まる。青影の読心術にかけられそうになったため赤影を騙して逃げようとするも失敗。最期は歯に仕込んだ毒で自殺し、その際に赤影に特殊な匂いをつけてガマ法師への援護とした。
土蜘蛛（）
地中行動を得意とする忍者。伸縮自在の槍が武器。
甚内が敗れた後、商人に化けて怪我人＝赤影の情報を聞き込んでいた。追ってきた青影と交戦し、火を放たれ地上に飛び出したところを倒される。しかし狼煙を上げることで鬼念坊や典膳に青影の居場所を知らせた。
夢堂 典膳（）
盲目の剣豪。聴覚と嗅覚が優れており、幻術の類いは通じない。しかし水中の様子までは探れない。
刀につけた水を滴らせ、そこから発する水気を使って分身を生み出す「おぼろ分身」を使う。
鬼念坊を倒した赤影に敵討ちを挑むが、川の中へ逃げられる。その後金目像を破壊しようとする赤影に再挑戦するも、匂いを発する筒と鈴の音で嗅覚と聴覚を封じられ、倒された。
六角 義治
浅井氏・朝倉氏と同盟を結んで織田信長を倒し、天下統一を目論む。その為に死を恐れぬ軍勢を求めており、金目教を利用して百姓達を戦いに駆り出そうとした。
金目教が潰された後、信長に討ち取られた。

##### 第2・3部の登場人物
うつぼ忍群
人里離れた山奥を根城とする忍者集団。冷酷であり、里に立ち入る者は依頼人であっても殺し、任務を果たすためには仲間の死もいとわない。その獰猛さと執念深さが「うつぼ」にたとえられた。
第2部では、とある大名から秀吉の軍勢の内部かく乱と飛騨忍達の抹殺を依頼され、長浜城へ潜入する。
第3部では、第2部での失敗が原因で評判を落としており、飛騨忍を殲滅することで汚名返上を狙う。しかし道軒の死によって敗走した。
むささび 道軒
うつぼ忍群の頭領。
第3部では飛騨忍の里を襲撃して居座る。残党を追って撃滅するが、その隙に赤影達に里を奪還され、里の罠で手勢は次々と倒れ、自身は赤影との一騎打ちとなる。途中で退却を試み、罠を跳んでかわすが、着地した先にあった竹槍を仕込んだ落とし穴にはまって死亡。
不知火 典膳（）
第2部に登場。うつぼ忍群の行動隊長的存在。刀をブーメランのように投げる「大車輪」を得意とする他、無数の火の玉で敵をかく乱する。
金剛丸と赤影たちが戦っている間に城内に火薬を設置して回っており、出くわした青影と交戦。火薬が爆発すると一時撤退を図るが青影に尾行されると同時に狼煙で居場所をばらされ、駆け付けた赤影に応戦。凧に乗って現れた白影の網と赤影の縄で拘束されると、舌を噛み切って自害した。
烏 左近（）
第2部に登場。変装の達人であり、カラスの群れを操る。幻十曰く「気はみじかくて そそっかしい」。
唾を吐いてきた黒影を斬り付け、彼に成りすまして長浜城へ潜り込む。警護の配置を花火で仲間に報せるが、その際に黒影の印籠を落としたことで紅影に正体を見破られる。城の外で紅影と戦い、全身を焼かれてなお紅影を刀で刺すが、頸を折られて相討ちとなる。
不動 金剛丸（）
第2部に登場。全身に包帯を巻いた忍者。その包帯を飛ばして敵を締め上げる「不動 金しばり」の術を得意とする。
黒影を捕らえた他、左近の死後は長浜城へ潜入し、武器庫を爆破しようとする。しかし赤影と白影に阻まれ、不動 金しばりで締め上げた赤影を殺そうとするも、飛騨 火炎陣で返り討ちにされ焼死。
猫目の甚内（）
第2部に登場。猫目の忍者。跳躍力と視覚が優れている。くない・手裏剣・刀を武器としており、野盗集団を単騎で殲滅するほどの実力者。
左近の死後、戦況を見守っていた青影と交戦。彼に重傷を負わせるが、含み針で目を刺されたところを倒された。
山彦の幻十（）
第2部に登場。白髪の老忍者。鎖鎌の扱いに長けており、黒い紙吹雪の目くらましで鎖分銅の軌道を見誤らせる。
左近の死後に長浜城へ潜入し、赤影と交戦。頭上が死角であることを見破られ、木の上から赤影が投げた木の棒が鎖に絡まったところを切り伏せられた。
つむじの正源（）
第3部に登場。刀や手裏剣を武器とし、大量の砂を巻き上げて敵の視界を遮る忍法「砂つむじ」を使う。
飛騨の里へ走る赤影を襲い、砂つむじで挑むも一度は失敗に終わる。再度砂つむじを使うが、赤影によって砂に火薬を混ぜられており、投げ込まれた爆弾の爆炎が火薬に引火し焼死。
（名称不明の忍者）
第3部に登場。特殊な黒布を使って敵を締め上げる。この布は水を吸って大きくなり、水流を利用して動かせる。
正源の死後、川に入った赤影を襲うが、青影が川をせき止め水が涸れたことで失敗。その後土鬼に赤影達を沼へ誘導させ、布で2人を締め殺そうとするが、沼に油をまかれた上に火を放たれて焼死。
土鬼（）
第3部に登場。強力な幻術使い。土に埋まることで自身の分身を生み出し、情報収集などを行わせる。
赤影と青影を幻惑しつつ下忍たちをけしかけるも返り討ちにされる。布の忍者に頼まれ、分身を使って沼へ赤影達を誘い出すが、本体が山犬に襲われ、爆弾などで応戦するも死亡。
花巻（）
第2部に登場。とある大名に仕える武士。道軒に主君からの手紙を手渡すが、直後に毒殺される。
白影
長浜城を警護する飛騨忍の1人。
黒影（）
第2部に登場。長浜城の南側を警護していた飛騨忍。どんなかすかな音でも聞き分けられる。
金剛丸と交戦するも捕らわれ、左近に斬られてなお長浜城へ帰ろうとするが幻十に殺される。
紅影（）
第2部に登場。長浜城を警護する飛騨忍の1人。分身の術と口からの火炎放射を使い、炎の渦を起こす「火炎陣」を得意とする。
黒影の印籠が花火の傍に落ちていたこと、落とした音に黒影が気付かないはずがないことから、偽者であることを見破る。城の外まで左近を追撃するが、幻十の鎖で縛られ、典膳が投げた刀で自身の刀を折られ、左近に刺されて致命傷を負う。最期の力を振り絞って左近の頸を折り、相討ちに持ち込んだ。
ゴン次（）
第3部に登場。飛騨忍の1人。飛騨忍の里が襲撃に遭ったことを赤影に知らせた。

### 新・仮面の忍者赤影（1987年）
後述のテレビアニメ化にあわせて、1987年より週刊少年チャンピオンで連載。赤影は少年〜青年風で旧作を踏襲。白影は中年風でアニメ版の描写に近い。青影は少年だが、女形として女性に変装して活動する忍者として養成されたという設定になっており、そのため女言葉で喋る。
金目教・甲賀幻妖斉が一向一揆や武田信玄と共闘したり、赤影が織田信長を支持する理由が本人の口からはっきりと述べられており、史実との連携が考慮されているのが特長。作中の武田信玄の描写に関しては、直前に横山光輝は新田次郎の小説の『武田信玄』の漫画化を手がけており、その影響が見られる。また甲賀忍者の中には中国の武将風のキャラクターデザインの者もおり、『三国志』や『項羽と劉邦』の影響も見られる。作中での主な舞台は旧作の江南から木曽山中に変更されている。
アニメの終了にあわせて、打ち切り気味に（金目教団との決着があっさりつき、幻妖斉ら一部の敵の末路が明確に描写されないまま）、連載が終了した。

#### 登場人物（新）
赤影 / 赤垣 源之助
金目教探索の任に当たり、父から頭領の座と、その証である仮面を受け継いだ青年忍者。分身の術（に見せかける催眠術）で敵を幻惑、その隙に相手の影に潜んで接近する戦法を得意とする。元は戦乱の巻き添えで父母を殺された農民の子であった。
青影
女形として訓練を受けた少年忍者。槍頭と鎖分銅を内蔵した仕込み杖を使う。敵にわざと槍を弾き飛ばさせておき、鎖を引いて真上から脳天を突き刺す戦法が得意。また、巨大コウモリ型の南蛮凧（ハンググライダー）を持つ。
白影
大柄でやや年配の忍者。作中前半では他2名とは違い、修験者の姿で行動していたが、後半では山吹が着ていた偽赤影の衣装を着ている。青影の仕込み杖同様に槍頭を内蔵した錫杖を持つ。偵察用の大凧には、墜落した場合に備えて落下傘への変形機能がある（レオナルド・ダ・ヴィンチが描いた絵図面を元に製作）。
甲賀幻妖斉
甲賀忍群の頭領。金目教で扇動した一向一揆と、自ら取り入った武田信玄（労咳で先が長くないため、死後に替え玉を立てて武田軍団を支配する計画）の両面作戦で天下取りの野望に燃える。右目を覆う眼帯の下には金色の目があり、見た者に強力な催眠をかける。
かげろう霞丸
赤影達の進撃に手を焼いた幻妖斉が、伊勢長島での任務から呼び戻した幻術の達人。
山吹
女忍者。赤影に化けて他2名を誘い出そうとしたが、仮面の宝石の違いから見破られる。その後命を助けられた礼として赤影に甲賀忍群の情報をもたらした。
朧一貫
樹皮状の衣服で樹木に擬態するナナフシの術を使う忍者。情報収集のため催眠術をかけようとした青影に逆に催眠術をかけ、赤影の命を狙わせた。
蜘蛛の長七郎
細い紐の束で敵を捕縛する術が得意な長髪の忍者。彼を倒したのち、赤影は着物と髪を奪って彼に化け（さすがに顔は変えられないので、泥で汚して誤魔化した）、敵に捕らわれた白影救出に向かった。
不死身の甚内
もみあげ以外の頭髪がほぼ皆無な中年忍者。切っても突いても死なないため、倒されたふりで敵の能力を見定めたり、敵に組みついて自分ごと仲間に攻撃させたりする戦術を使う。
おろち丸
笛の音で巨大な蛇を操る忍者。笛を奪われ倒されたことで、大蛇は一転、影一族の頼もしい戦力と化した。
岩鉄
全身を中国風の鎧で固めた、身長3メートルを越えようかというほどの超巨漢忍者。一揆衆に化けて潜入した白影を子供のように抱き上げ、両親指で肋骨をへし折った。
火走りの弥兵衛
左顔面に火傷痕とおぼしき痣のある禿頭の中年忍者。広範囲を焼け野原と化す火術の使い手。赤影を絶体絶命の危機に追い込むも、自分用の逃げ道の存在に気づかれ、逃げられてしまう。

### 仮面の忍者 赤影 Remains (2012年)
『プレイコミック』で2012年7月号から連載され、秋田書店から単行本全4巻が刊行された。
作画は神崎将臣。

## 月曜ドラマランド版 (1985年)
フジテレビの『月曜ドラマランド』枠で単発のビデオドラマ化されたもの。赤影役は黒崎輝、青影は「少年忍者」ならぬ「中年忍者」として高田純次が務め、白影が登場しない代わりに紅影、百影、花影というオリジナルくノ一が登場。
放映日：1985年8月26日、19時30分～20時54分

### キャスト（月曜ドラマランド）
- 赤影 - 黒崎輝
- 舞姫 - 志穂美悦子
- 青影 - 高田純次
- 霞の三次 - 萩原流行
- 竹中半兵衛 - 栗原敏
- おぼろ - 田中澄子
- 紅影 - 青木ルースりさ
- 百影 - 加納美和
- 花影 - 森田美樹
- 不知火典膳 - 小松政夫
- お鷹 - 塩沢とき
- 侍・坂本 - 岡本美登
- ガマ法師 - 庄司浩和
- 猿若 - 小山みゆき
- 青影Jr.1号 - 伊野口和也（JACブラザーズ）
- 青影Jr.2号 - 砂川真吾（JACブラザーズ）
- 青影Jr.3号 - 真矢武（JACブラザーズ）
- 六角義治 - 亀石征一郎
- 鬼念坊 - サンダー杉山
- 織田信長 - 名和宏
- よもぎの介・助左衛門 - ぼんと正月
- 宣教師 - レオ・メンゲッティ
- 玄卓 - 関時男
- 向井 - 益田哲夫
- 山岡 - 鈴木玄秀
- 近松 - 崎津隆介
- 旅人 - 酒井努
- 侍女あかね - 土屋直子
- 侍女みどり - 鈴木美穂
- 白竜斎 - 犬塚弘
- つむじ風の源次 - 真田広之

### 主題歌（月曜ドラマランド）
エンディングテーマ -「半歩ゆずってGO-INに！」
歌 - 黒崎輝 / 作詞 - SHOW / 作曲 - 小杉保夫 / 編曲 - 鷺巣詩郎
挿入歌 - 「ドラゴンロードに花吹雪」
歌 - JACブラザーズ / 作詞 - 谷穂ちろる / 作曲・編曲 - 後藤次利
黒崎主演の『巨獣特捜ジャスピオン』第8話、JACブラザーズがゲスト出演した第27話でも使われた。

### スタッフ（月曜ドラマランド）
- 原作：横山光輝
- 企画：久保田榮一
- 脚本：奥津啓治
- 音楽：佐々永治
- プロデューサー：石川泰平、宅間秋史、大黒章弘、福本義人、若松節朗、石田義一
- 演出：福本義人
- 協力：サニー千葉エンタープライズ、ジャパン・アクション・クラブ
- 制作：フジテレビ、テレパック

## アニメ版（1987年）
1987年10月13日から1988年3月22日まで東映動画制作、日本テレビ系列で全22話（+1話未放送）が放送された。
放送開始に合わせて『週刊少年チャンピオン』にて、原作者の横山自身による新作漫画『新・仮面の忍者 赤影』が連載された。
特撮版を全話手がけた伊上勝の息子である井上敏樹が脚本に加わっており、親子二代で同シリーズに携わることとなった。
井上はタイトルである『仮面の忍者』に理由付けをしたいと、赤影に「素顔は塾の先生だが仮面を付けると忍者になる」という独自設定を加えた。この改変を知った父・伊上は「こんなものは赤影ではない」と酷評、それを聞いた井上は父に対し赤影が仮面を付ける理由を父に問うと「赤影だからだ」と返され、後に井上は「赤影は助けるべき人々との関係性を遮断するために仮面をつけている」と理解したと語っている。
余談だが、東映動画の連続テレビアニメで、エンディングクレジットに初めて写植を取り入れた作品である。

### キャスト（アニメ）
赤影 / 赤垣 源之介（声 - 古川登志夫）
頭領を除けば、影一族のリーダーで様々な忍術を使うが、普段は寺子屋・明世寺で戦災孤児に読み書きを教えたり面倒を見ている。素性を隠すためにわざと無能を装っている。
青影（声 - 野沢雅子）
本名は小太郎。影一族の頭領のところにいたが、青影の名を与えられ、明世寺に行ってからは、赤影を補佐する。普段は明世寺で雑用をこなしている。戦いでは富蔵の武器も随所で使う。なお、富蔵はからくり職人、情報屋、武器屋として活躍し、堺の店舗「唐国屋」の主でもあるため、この店舗を集合場所として赤影たちに提供している。
白影（声 - 玄田哲章）
14話までは常に金目教の動向を探っており、富蔵や青影に情報を提供する。刀、凧（移動手段）、錫杖も使い、素手でも戦える。必要に応じて赤影に協力する。
幻妖斎（声 - 大塚周夫）
金目教の教祖。甲賀忍者でもあり、忍術で金目教の奇跡を演出する他、配下を次々と差し向ける。野心家で巨大メカや権力者の身内を使い、天下を掴もうとも企んでいる。金目像を破壊された後、幻魔城を出現させ、これを本拠地とする。二刀流の剣術「千剣乱舞」の使い手でもある。
金目教編（1～14話）の配下などは小六、一剣、蝦蟇法師、千年蝦蟇、藤十郎、鬼念坊、大蜘蛛、甚内、大蛇丸、白蛇、阿修羅三兄弟、鬼鉄、鷲丸、大鷲、魚忍者、金目像
幻魔城編（15～23話）の配下などは魔童子、ペドロ、闇天竺、夜叉王、チェスの巨大駒、雷神砲、眼龍、同調教師、猿忍者
霞丸（声 - 塩沢兼人）
上月家出身。胡蝶剣の使い手で横笛をたしなんでいる。両親と妹を織田信長に殺されたため、幻妖斎に拾われて客分となった、14話以降では邪鬼と共に各地を歩き、19話で邪鬼と共に呼び戻された時、幻妖斎に妖刀「龍幻」を与えられる。この刀で赤影を崖から落とした。21話で千姫をさらった後、千姫を警護するうちに心を通わせ、23話で千姫を邪鬼に預けて逃がし、幻妖斎と戦うが敗北。最期は龍幻で己の腹部を貫いて自害した。この時「憎んでいたのは信長でなく、身内を守れなかった自分の弱さ」と語っていた。
山吹（声 - 土井美加）
幻妖斎配下、一剣の娘。自身もくノ一で忍法花吹雪の使い手。凧で移動できる。霞丸を慕い、彼を案じている。父が蝦蟇法師に殺された時、この真相を知ろうとしたため、幻妖斎に捨て駒とされた。赤影に助けられたため、赤影たちに協力する。14話で赤影たちと金目像を破壊するが、幻妖斎に撃たれて死亡する。なお、15話以降では繭姫が赤影たちに加わり、彼女の後釜のような役目を果たす。
織田信長（声 - 戸谷公次）
戦国大名で銃を堺から運んだり、堺の会合衆に軍資金の調達を頼んだりしている。6話では赤影に部下の柳生を助けてもらったが、大蛇丸の一件で赤影たちを信用するようになる。21話では娘の千姫が霞丸にさらわれ、安土城が狙われたため、赤影に千姫の救出を頼む。
邪鬼（声 - 屋良有作）
幻妖斎配下。岩場で岩を降らせられる。体を斬られてミイラになっても、水分さえあれば復活できる。女性に甘く、山吹に好意を持っているが、あしらわれている。23話では千姫を守るために寝返ってペドロを斬り、千姫、戦災孤児、繭姫を連れて幻魔城を脱出した。
あかね（声 - 皆口裕子）
小六の火の玉で家と祖父を失ったため、青影の案内で弟の正太と一緒に明世寺へ行き、他の戦災孤児と生活するようになる。かえでと同様面倒見が良く、しっかり者。
かえで（声 - 渡辺菜生子）
赤影同様、明世寺で戦災孤児の面倒を見ている。自身も戦災孤児であり、戦争を嫌っている。赤影に好意を持っており、実は赤影が赤垣であることを知っている数少ない人物。
無元和尚（声 - 宮内幸平）
明世寺の住職をしており、赤影やかえでと一緒に戦災孤児を寺で預かっている。かえでと同様、赤影と赤垣が同一であることを知っている。正体は影一族の頭領でもあり、23話では幻魔城で白影たちのピンチを救った。

### ゲストキャラ
- 丸尾知子（お米）
- 大森章督（鷲使い）
- 上村典子（勇吉）
- 青羽美代子（誠）
- 佐藤正治（鬼念坊、橘屋）
- 北川米彦（庄屋）
- 玄田哲章（ガマ法師）
- 柳沢三千代（松千代）
- 杉本沙織（お菊）
- 平野正人（玄太の父）
- 沢木郁也（村長、明智光秀）
- 堀秀行（柳生宗厳、魔童士）
- 荘真由美（繭姫）
- 土井美加（千姫）
- 池水通洋（一剣、高岡）
- 山本圭子（玄太）
- 龍田直樹（おろち丸、ペドロ）
- 江森浩子（正太）
- 塩屋浩三（甚内）
- 銀河万丈（カルロス、夜叉王）
- 西村知道（八ツ身の藤十郎）
- 郷里大輔（岩鉄）
- 山寺宏一（富蔵、忍者）

### スタッフ（アニメ）
- 企画：嶋村一夫（読売広告社）
- 原作：横山光輝
- プロデューサー：七條敬三（東映動画）、木村京太郎（読売広告社）、武井英彦（NTV）
- チーフディレクター：石崎すすむ
- シリーズ構成：菅良幸、井上敏樹
- 美術監督：宮野隆
- キャラクターデザイン：金山明博
- 音楽：菊池俊輔
- 制作担当：神田豊（ライフワーク）、鈴木淑仁（読売広告社）、伊藤響（NTV）
- 撮影監督：古林一太、沖野雅英
- 編集：西山茂
- タイトル：マキ・プロ
- 制作デスク：豊住政弘
- 制作デスク補：安部正次郎
- 音響監督：田中英行
- 整音：佐藤千明
- 効果：新井秀徳（フィズサウンドクリエイション）
- 製作協力：ライフワーク
- 録音スタジオ：タバック
- 現像所：東映化学
- 製作：東映動画、読売広告社

### 主題歌（アニメ）
オープニングテーマ - 「仮面の忍者 赤影」
歌 - 秋保和也・秋保浩司（fromキャロットクラブ） / 作詞 - 三田陽子 / 作曲 - 小杉保夫 / 編曲 - 山本健司
エンディングテーマ - 「朝焼けの中で」
歌 - 山野さと子、森の木児童合唱団 / 作詞 - 森田由美 / 作曲 - 有澤孝紀 / 編曲 - 山本健司
上記2曲を収録したCDは、日本コロムビアより発売（カセットテープ版も発売されている）。

### 各話リスト
オープニングナレーション（声 - 玄田哲章）
「野望渦巻く、戦乱の世にあって、自由と平和を守るために、敢然と悪に立ち向かう、仮面をつけた忍者がいた!!」
| 話 | 放送日          | サブタイトル                 | 脚本     | コンテ     | 演出       | 作画監督 |
| -- | --------------- | ---------------------------- | -------- | ---------- | ---------- | -------- |
| 1  | 1987年 10月13日 | 赤影と山ザル小太郎           | 菅良幸   | 石崎すすむ | 石崎すすむ | 金山明博 |
| 2  | 10月20日        | 怪奇! ガマ法師               | 井上敏樹 | 勝間田具治 | 杉島邦久   | 進藤満尾 |
| 3  | 10月27日        | 狙われた黄金五十万両         | 菅良幸   | 小鹿英吉   | 小鹿英吉   | 渡辺浩   |
| 4  | 11月3日         | 守れ!! 霧の南蛮船            | 照井啓司 | 新田義方   | 新田義方   | 進藤満尾 |
| 5  | 11月10日        | 危機一髪! 忍法花ふぶき       | 渡辺麻実 | 栗屋義之   | 福留政彦   | 金山明博 |
| 6  | 11月17日        | 恐るべし!! 必殺胡蝶の剣      | 井上敏樹 | 杉島邦久   | 杉島邦久   | 谷口守泰 |
| 7  | 11月24日        | 危うしやまぶき! 謎の大グモ   | 照井啓司 | 小鹿英吉   | 小鹿英吉   | 進藤満尾 |
| 8  | 12月1日         | 激突!! 赤影VS赤影            | 照井啓司 | 新田義方   | 新田義方   | 岡迫亘弘 |
| 9  | 12月8日         | 恐怖のおろち丸!!             | 菅良幸   | 栗屋義之   | 福留政彦   | 進藤満尾 |
| 10 | 12月15日        | はしれ赤影!! 信長との賭け    | 菅良幸   | 米谷良知   | 杉島邦久   | 金山明博 |
| 11 | 12月22日        | せまる!! 忍法阿修羅地獄      | 渡辺麻実 | 小鹿英吉   | 小鹿英吉   | 谷口守泰 |
| 12 | 1988年 1月12日  | でた〜っ!! 鋼鉄の忍者        | 菅良幸   | 栗屋義之   | 福留政彦   | アベ正己 |
| 13 | 1月19日         | 決戦!! 魔境の大ワシ          | 照井啓司 | 米谷良知   | 米谷良知   | 進藤満尾 |
| 14 | 1月26日         | 怒りの大魔像・やまぶき死す!! | 井上敏樹 | 杉島邦久   | 杉島邦久   | 岡迫亘弘 |
| 15 | 2月2日          | 幻魔城からの使者・魔童子     | 菅良幸   | 新田義方   | 新田義方   | 金山明博 |
| 16 | 2月9日          | 闇におどるガイコツのワナ!!   | 井上敏樹 | 小鹿英吉   | 小鹿英吉   | 進藤満尾 |
| 17 | 2月16日         | 死を呼ぶ異次元の怪奇!!       | 照井啓司 | 栗屋義之   | 福留政彦   | 谷口守泰 |
| 18 | 未放送          | 恐怖のチェス・ゲーム!!       | 菅良幸   | 米谷良知   | 米谷良知   | 進藤満尾 |
| 19 | 2月23日         | 霞丸と妖刀龍幻!!             | 井上敏樹 | 杉島邦久   | 杉島邦久   | 岡迫亘弘 |
| 20 | 3月1日          | 秘宝発見!! 赤影VS夜叉王      | 菅良幸   | 新田義方   | 新田義方   | 金山明博 |
| 21 | 3月8日          | 雷神砲炸裂!! いざ幻魔城へ    | 菅良幸   | 小鹿英吉   | 小鹿英吉   | 進藤満尾 |
| 22 | 3月15日         | 対決!! 赤影VS魔童子          | 井上敏樹 | 竹之内和久 | 福留政彦   | 谷口守泰 |
| 23 | 3月22日         | さらば赤影!! 炎の大幻魔城    | 井上敏樹 | 石崎すすむ | 石崎すすむ | 金山明博 |

### 放送局
※放送日時は個別に出典が提示されているものを除き1988年2月中旬 - 3月上旬時点、放送系列は放送当時のものとする。
| 放送地域       | 放送局         | 放送日時           | 放送系列                      | 備考                                                         |
| -------------- | -------------- | ------------------ | ----------------------------- | ------------------------------------------------------------ |
| 関東広域圏     | 日本テレビ     | 火曜 19:00 - 19:30 | 日本テレビ系列                | 制作局                                                       |
| 北海道         | 札幌テレビ     | 火曜 19:00 - 19:30 | 日本テレビ系列                |                                                              |
| 青森県         | 青森放送       | 火曜 19:00 - 19:30 | 日本テレビ系列 テレビ朝日系列 |                                                              |
| 宮城県         | ミヤギテレビ   | 火曜 19:00 - 19:30 | 日本テレビ系列                |                                                              |
| 秋田県         | 秋田放送       | 火曜 19:00 - 19:30 | 日本テレビ系列                |                                                              |
| 山形県         | 山形放送       | 火曜 19:00 - 19:30 | 日本テレビ系列 テレビ朝日系列 |                                                              |
| 福島県         | 福島中央テレビ | 火曜 19:00 - 19:30 | 日本テレビ系列                |                                                              |
| 山梨県         | 山梨放送       | 火曜 19:00 - 19:30 | 日本テレビ系列                |                                                              |
| 新潟県         | テレビ新潟     | 火曜 19:00 - 19:30 | 日本テレビ系列                |                                                              |
| 静岡県         | 静岡第一テレビ | 火曜 19:00 - 19:30 | 日本テレビ系列                |                                                              |
| 富山県         | 北日本放送     | 火曜 19:00 - 19:30 | 日本テレビ系列                |                                                              |
| 中京広域圏     | 中京テレビ     | 火曜 19:00 - 19:30 | 日本テレビ系列                |                                                              |
| 近畿広域圏     | 読売テレビ     | 火曜 19:00 - 19:30 | 日本テレビ系列                |                                                              |
| 鳥取県・島根県 | 日本海テレビ   | 火曜 19:00 - 19:30 | 日本テレビ系列                |                                                              |
| 広島県         | 広島テレビ     | 火曜 19:00 - 19:30 | 日本テレビ系列                |                                                              |
| 香川県・岡山県 | 西日本放送     | 火曜 19:00 - 19:30 | 日本テレビ系列                |                                                              |
| 愛媛県         | 南海放送       | 火曜 19:00 - 19:30 | 日本テレビ系列                |                                                              |
| 福岡県         | 福岡放送       | 火曜 19:00 - 19:30 | 日本テレビ系列                |                                                              |
| 熊本県         | 熊本県民テレビ | 火曜 19:00 - 19:30 | 日本テレビ系列                |                                                              |
| 福井県         | 福井放送       | 木曜 17:30 - 18:00 | 日本テレビ系列                | 本来の時間帯は『ドラえもん』（テレビ朝日系列）を遅れネット。 |
| 鹿児島県       | 鹿児島テレビ   | 日曜 7:30 - 8:00   | 日本テレビ系列 フジテレビ系列 |                                                              |

| 日本テレビ系列 火曜 19:00 - 19:30 | 日本テレビ系列 火曜 19:00 - 19:30 | 日本テレビ系列 火曜 19:00 - 19:30 |
| 前番組                            | 番組名                            | 次番組                            |
| --------------------------------- | --------------------------------- | --------------------------------- |
| ナゾの海底探検                    | 仮面の忍者赤影（アニメ版）        | 追跡 （月 - 金）                  |

## 映画

### 飛びだす冒険映画 赤影（1969年）
テレビドラマ放映終了後の1969年7月20日（昭和44年）、「東映まんがまつり」の夏休み興行の番組の一つとして制作された。特撮版第一部の金目教篇をベースにして新たに編集を加え、新規撮影された赤影らの活躍シーンを加えたもの。
この新撮部分は「アナグリフ方式」と呼ばれる「立体映像」になっており、劇場で赤・青のセロハンを両目それぞれに貼った赤影の仮面風の「立体メガネ」が配られ、劇中で立体パートになると赤影や白影がこの「立体メガネ」をかけるよう、観客に呼びかける趣向になっていた。
キャスト
- 赤影 - 坂口徹
- 青影 - 金子吉延
- 白影 - 牧冬吉
- 楓 - 恵とも子
- 闇姫 - 岡田千代
- 朧一貫 - 阿波地大輔
- 蟇法師 - 近江雄二郎
- 傀儡甚内 - 波多野博
- 悪童子 - 大城泰
- 鬼念坊 - 芦田鉄雄
- 木下藤吉郎 - 大辻伺郎
- 竹中半兵衛 - 里見浩太郎
- 甲賀幻妖斎 - 天津敏

スタッフ
- 脚本 - 伊上勝・倉田準二
- 音楽 - 小川寛興
- 立体撮影 - 東映京都撮影所特撮班
- 監督 - 倉田準二・山内鉄也
- 主題歌 - 「赤影の歌」「忍者マーチ」
- 同時上映 - 『空飛ぶゆうれい船』、『ひみつのアッコちゃん』、『もーれつア太郎』
- ネット配信 - 「東映時代劇YouTube」のチャンネル登録10万人を記念して、2021年12月31日から2022年1月3日の4日間に渡って、「10万人突破記念! 年またぎ東映時代劇スペシャル」の一環として期間限定無料配信が行われた。なおタイトルは『飛び出す』そのままだが、立体部分の動画は立体ではなく片目白黒版。

### 海外長編版
- Ninjascope: Magic World of Ninjas（1967年公開 金目教篇総集編）
- WATARI THE CONQUEROR（卍党篇総集編）
- WATARI AND FANTASTICS（根來篇総集編）

テレビドラマの海外輸出用再編集版。日本未公開。

### RED SHADOW 赤影（2001年）
2001年8月11日公開、主演：安藤政信。原作漫画ともTV実写版ともほとんど関連のないオリジナルな内容。